# 2S42 Lotus
Le 2S42 Lotus (en russe : 2С42 « Лотос ») est un canon d'artillerie ou mortier automoteur russe, amphibie et largable, de calibre 120 mm. Ce projet est présenté pour la première fois lors du forum Army 2017 au Patriot Park à Koubinka. Il est encore en développement et est censé, à terme, remplacer la série des mortiers automoteurs 2S9 Nona. Il est destiné à entrer en service au sein des troupes aéroportées de la fédération de Russie et de l'infanterie de marine.

## Développement
Le canon d'artillerie automoteur (SAO) 2S42 Lotus est développé par des spécialistes de l'Institut central de recherche en ingénierie de précision TsNIITotchMach. Ce projet est favorisé après l'abandon du projet de remplacement du 2S9 par le canon automoteur 2S36 Zauralets-D. Un nouveau canon est créé pour ce véhicule, le canon 2A89 de 152 mm, après les tests préliminaires des travaux en 2015 sur ce projet, il est suspendu et le développement du 2S42 réutilisant le même canon est privilégié.
Le nouveau SAO 2S42 est en cours de développement pour les troupes aéroportées afin de remplacer l'artillerie automotrice aéroportée soviétique de 120 mm et le support de mortier 2S9. Pour l'unification avec d'autres équipements aéroportés, le châssis du 2S42 est un châssis modifié du 2S25 Sprout qui est lui même un variante du châssis du BMD-4M. En janvier 2019, le canon automoteur 2S42 Lotus est annoncé en remplacement du canon automoteur 2S9 Nona-S au sein des unités d'infanterie de marine des forces armées russes.
À plusieurs occasions, le programme subit des retards de développement. Les travaux de conception sont censés se terminer en octobre 2018. Cependant à la suite d'une modification du châssis, une nouvelle batterie de tests doit être effectuée. Les tests mettent en lumière certains défauts, notamment au niveau de la suspension, du châssis ainsi que du système de contrôle de tir. Après la réussite des tests préliminaires en août 2022, plusieurs modifications sont apportées. À la suite de ces modifications, deux prototypes sont construits en 2022 et début 2023 pour entrer en phase de tests d’État, normalement la dernière étape avant le début de la production en série. Si les tests sont concluants, le véhicule pourrait entrer en production dans la deuxième moitié de 2024,.
Parallèlement au 2S42 Lotus, TsNIITotchMach développe une nouvelle machine de contrôle de tir d'artillerie, Zavet-D.

## Caractéristiques
Le Lotus comme son prédécesseur est équipé d'un canon/mortier c'est-à-dire que son canon combine les caractéristiques d'un obusier et d'un mortier. Grâce à l'élévation de son canon qui pourrait aller jusqu'à 80°, le 2S42 est capable de toucher des cibles dans des endroits normalement inaccessibles à un obusier classique, comme l’intérieur d'une ville, derrière un immeuble ou en montagne. Il est rechargé manuellement et peut emporter environ 40 obus de 120 mm, à tirer à une distance d'environ 13 km. Le canon est conçu pour accueillir presque tous les types d'obus de 120 mm, y compris les obus à guidage laser Kitolov-2M (en). Le rythme de tir est de 6 à 8 coups par minute et le temps de déploiement ne serait que de 30 s, ce qui lui permettrait de faire face efficacement à la contrebatterie. Un fusil-mitrailleur téléopéré de calibre 7,62 mm peut être installé sur le véhicule pour assurer sa propre protection.
On sait qu'un nouveau système de contrôle de tir a été créé pour le Lotus, ce qui permet d'augmenter les possibilités du canon de 120 mm. Il comprend un instrument panoramique du commandant, un ordinateur balistique et des capteurs météo. La pièce reçoit des équipements de communication et d'autres dispositifs compatibles avec le système de commande et de contrôle automatisé Andromeda. L'Andromeda-D ACS est un complexe de dispositifs automatiques destinés à équiper les postes de commandement. Andromeda-D est développé spécifiquement pour les troupes aéroportées, il offre une gamme complète de services multimédias tels que les communications par télécopie, la vidéoconférence, la transmission de données et les communications téléphoniques spéciales.
L'équipage est composé de 4 personnes.
La masse du 2S42 serait de 18 t, soit largement plus que son prédécesseur le 2S9 Nona-S qui ne pèse que 8 t. Il dispose d'une capacité amphibie grâce à deux hélices qui lui permettent d'atteindre une vitesse de 10 km/h. Le SAO 2S42 peut être parachuté en état de préparation au combat depuis un avion de transport militaire tel que l'Il-76, à l'aide de parachutes.